# نهرخان علیا
نهرخان علیا یا در زبان مردم محلی جوخان یکی از روستاهای استان ایلام است که در دهستان کلان بخش زرنه شهرستان ایوان واقع شده‌است.شغل بیشتر مردم این روستا دام پروری است، این روستا دارای، خانه بهداشت ،مهدکودک، مدرسه ابتدایی،مسجد سوپرمارکت است، فامیلی بیشتر مردم این روستا امیری, همتی است. که اشاره دارد به اسم همت که مردم روستا از نوادگان او هستند و در شجره ی خانوادگی این روستا همت خود نواده ی اخمێ است برای همین در تلفظ مردم محلی گاهی از مردم این روستا  با عنوان خل اخمێ یعنی طایفه ی اخمێ یاد می شود. البته خانوارهای دیگری با فامیلی کوهی، امیری، رحیمی و دیگران هم هستند که به واسطه وصلت های صورت گرفته در گذشته به اینجا کوچ کرده اند و حالا بخشی از مردم این روستا محسوب می شوند اما همچنان اکثریت مردم روستا را همان نوادگان همت تشکیل می دهند. زبان مردم این روستا مثل تمام مردم ایوان غرب کوردی کلهری ست. نزدیکی به کوه، رودخانه و دشت مشرف به روستا این روستا را از نظر طبیعی بسیار جذاب کرده است.این روستا جدیدا با اجرای طرح هادی روستایی صاحب روشنایی شده و همینطور خیابان اصلی روستا هم آسفالت شده است. وجه تسمیه جوخان که در زبان مردم این روستا برای نام گذاری روستااستفاده می شود برگرفته از جوب آبی ست که از پایین این روستا می گذرد و مورد استفاده مردم برای آبیاری است. اسم نهرخان هم برگرفته از همین مسئله است. نهر در کوردی معادل «جو» یا همان «جوب» در فارسی ست. میزان دبی جوب روستا در سال های گذشته به شدت کاهش داشته است. رودخانه پایین دست این روستا هم که همان ادامه رودخانه گنگیر ایوان است به دلیل استفاده زیاد و خشکسالی از میزان آبش به شدت کاسته شده است.

## چهره ها
داریوش همتی از فرزندان این روستا می باشد که مجری صدا و سیمای استان ایلام می باشد و همچنین به عنوان مجری رادیو نیز فعالیت دارد
محسن امیری یکی از نوابغ این روستا می باشد که در زمینه فضای مجازی فعالیت دارد.